# Cinología

Logo de la Federación Cinológica Internacional (FCI - Fédération Cynologique Internationale)

El término cinología se utiliza para referirse al estudio de lo relativo a los cánidos y perros domésticos.
En inglés, se usa en ocasiones para denotar un enfoque zoológico serio acerca del estudio de los perros, así como por los escritores sobre temas caninos, criadores de perros, entrenadores y los entusiastas que informalmente estudian al perro.

## Etimología
Cinología es una palabra del griego antiguo compuesta por κύων, kyōn, genitivo κυνός, kynos, "perro"; y -λογία, -logía) que se refiere al estudio de los perros.
El término no está registrado, y no suele encontrarse, en la mayoría de los diccionarios en idioma español y no está reconocida como disciplina científica; sin embargo, se encuentra términos similares y definiciones en otros idiomas: inglés: cynology, alemán y holandés:  kynologie, y en ruso y búlgaro кинология, del idioma proto-indoeuropeo *ḱwon-.
κυν es también el origen de la palabra cynic, directamente relacionada con el término canino.

## Estudio de los perros
Los estudios de los canes y los asuntos relacionados con los perros se llevan a cabo y son publicados, en general, por aquellos que dominan la literatura o aspectos relevantes de la misma como la Federación Cinológica Internacional o clubes nacionales e internacionales de cría, salud y reglamentos de exposición (Kennel Club). A un nivel más concreto o de estructura formal, por científicos como biólogos, genetistas, zoólogos, conductistas, historiadores y veterinarios.
Informalmente los perros pueden ser estudiados por los que no tienen una formación científica específica, como los publicistas y escritores, criadores, entrenadores caninos, manejadores de perros policía u otros, a través de libros, historia o la experiencia personal. Mucha literatura útil y cintas de video para el público han sido producidas a través del estudio informal del perro.